# Anna Bresser
Anna Bresser ou Ana Hasta Edwiges von Seehausen (Berlim, Prússia, 16 de julho de 1846 - São Paulo, Brasil, 27 de maio de 1910) foi uma nobre prussiana, esposa do industrial Carlos Augusto Bresser e professora. Ela destacou-se por alfabetizar escravos antes da vigência da Lei Áurea - que aboliu a escravidão no Brasil - e por financiar a construção da Igreja de São João Batista, uma das mais relevantes igrejas da antiga São Paulo.
É considerada uma das matriarcas da Família Bresser, originando uma das linhagens de maior destaque.

## Vida no Brasil

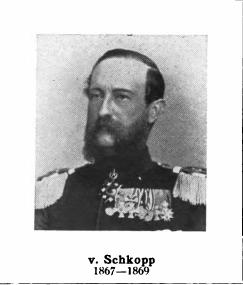
General Bernhard von Schkopp, Governador de Estrasburgo. Tio de Anna Bresser.

Ana Hasta Edwiges von Seehausen, filha do Barão Gustav Heinrich von Seehausen e de Elise von Schkopp, desembarcou em Joinville, Santa Catarina, aos 5 anos de idade, acompanhada por seus pais e seus 6 irmãos. Recém-chegados ao Brasil, mas acostumados à vida nas metrópoles da Prússia, fixaram residências na cidade de Petrópolis, muito frequentada por dom Pedro II e com notável presença alemã.
Seu pai era um oficial prussiano, professor de instituto militar, cartógrafo e matemático, pertencente a uma antiquíssima família de condes magdeburgueses. E, sua mãe de uma notável Casa da Silésia, sendo irmã do Governador de Estrasburgo Otto Bernhard von Schkopp. 
Aos 17 anos de idade, em 1863, Ana Hasta Edwiges von Seehausen casou-se com Carlos Augusto Bresser, um jovem homem de negócios que administrava empreendimentos agropecuários, industriais e comerciais, além das centenas de prédios herdados de Carlos Abrão Bresser. Também educado segundo os moldes germânicos da época, devido a sua ascendência prussiana e austríaca, Carlos era muito bem relacionado pelas constantes festas e reuniões promovidas por sua mãe, Anna Clara Augusta Müller - conhecida por Madame Bresser- no palacete da família. Além disso, Carlos era neto do General Johann Wilhelm Christian Müller, diretor da Academia Real das Sciencias de Lisboa e sobrinho do Marechal Daniel Pedro Müller, assessor de Dom Pedro I.

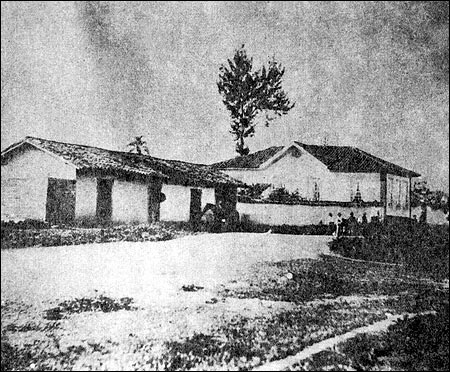
Chácara Bresser, residência de Anna

### Descendência
O matrimônio de Anna Bresser e Carlos Augusto durou 47 anos e deu-lhes 11 filhos, na seguinte ordem:

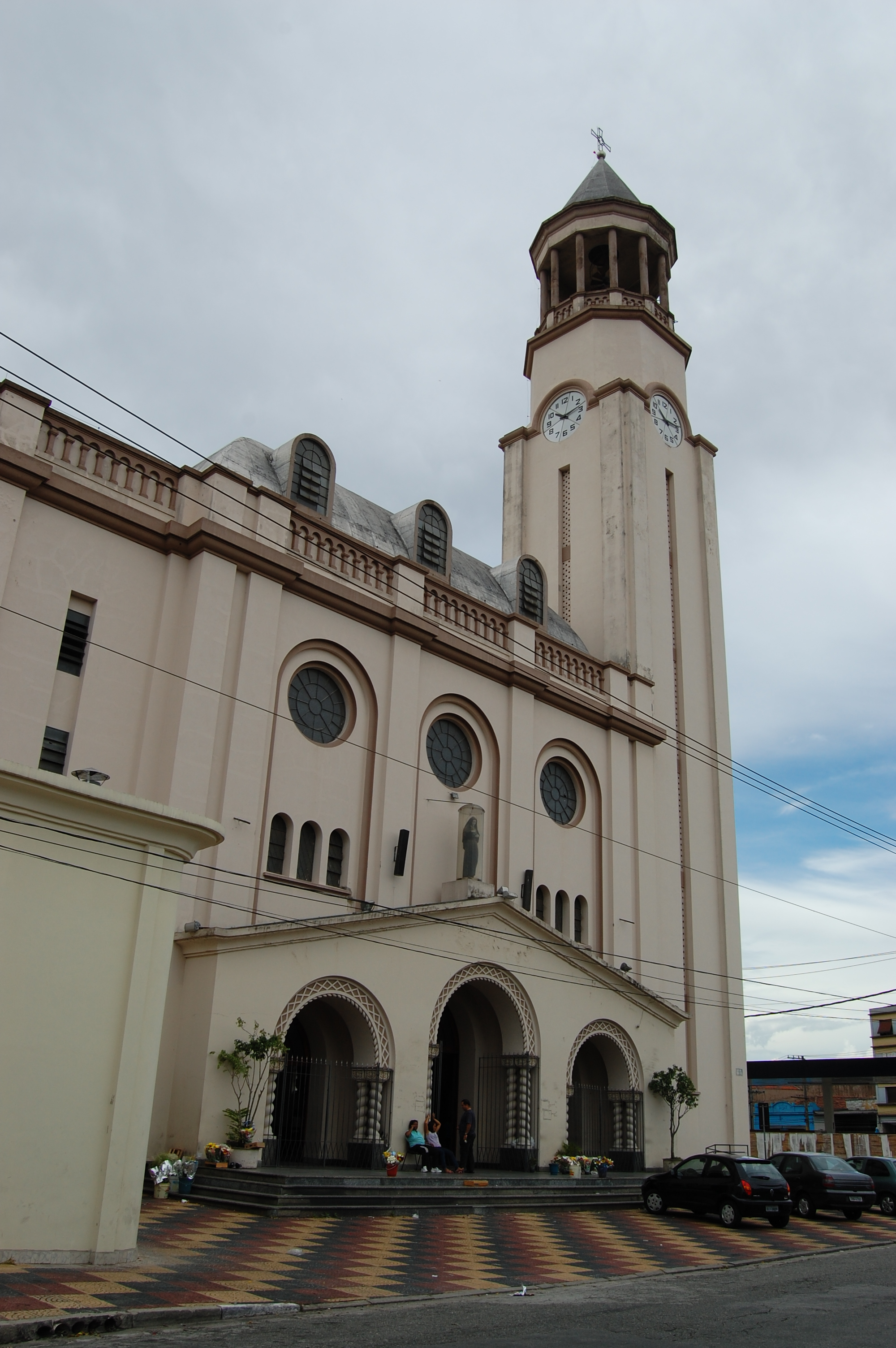
Igreja de Santa Rita, no Pari, iniciada por doação de Gustavo Augusto Bresser

1. Gustavo Augusto Bresser: fazendeiro, teve 7 filhos. Reconhecidamente religioso, doou o terreno para a construção da matriz da Paróquia de Santa Rita. Empresta seu nome a uma rua do Brás.[8]
2. Clara Augusta Bresser: solteira, não teve descendência; adotou uma menina e foi da Ordem Terceira do Carmo[9]. Deixou mais de 200 milhões de réis em imóveis para sua empregada[6] e foi reconhecida por ativamente buscar emprego para o afilhado de sua irmã, Florestan Fernandes[10].
3. Hermínia Bresser: viúva, não teve filhos. Mas foi madrinha de Florestan Fernandes, Patrono da Sociologia Brasileira[11], e influenciou-o em sua formação intelectual.
4. Oscar Eugênio Bresser: industrial, juiz de paz e capitão da Guarda Nacional,[12] casou-se duas vezes e teve 10 filhos. Sua segunda esposa, Eugênia Bresser, deu nome a rua no bairro Jaçanã, em São Paulo.
5. Oscália Bresser: casou-se com o advogado Manoel Castro Monteiro de Barros, neto do 1º Barão de Leopoldina, e teve 10 filhos.
6. Leofredo Accácio Bresser: morreu aos 24 anos, ainda solteiro.
7. Júlia Bresser: faleceu ainda criança. Seu nome foi dado a uma rua no Brás.
8. Carlos Augusto Bresser Júnior: solteiro, não deixou descendência.
9. Leonor Bresser: casou-se com Orestes Rivadávia Correia, cônsul do Brasil no Uruguai. É homenageada em uma rua de Guarulhos. Teria duas filhas.
10. Ismael Bresser: médico de grande fama nas décadas de 1910 e 1920, atendia em consultório na própria rua Bresser. Teve 5 filhos com sua esposa Zulmira Albernaz de Oliveira, cujo nome foi à Vila Zulmira, em São Paulo.
11. Arthur Accácio Bresser: teve um filho, José Roberto Bresser, homenageado em rua de São José do Rio Preto.

## Atividade Filantrópica e Social
Apesar de  toda dedicação como matriarca da família Bresser, D. Anna Bresser também foi reconhecida pela atuação na área de educação e nos cuidados para com a Paróquia de São João Batista: ela alfabetizou os próprios escravos pouco antes da Lei Áurea, algo incomum para a São Paulo do século XIX; e, também, D. Anna foi a primeira a presidir o tradicional Apostolado da Oração da centenária Paróquia de São João Batista do Brás.
A Paróquia de São João Batista do Belém, como era chamada, foi a primeira paróquia erigida canonicamente pela Arquidiocese de São Paulo. Sua matriz foi idealizada principalmente por D. Anna e Carlos Augusto Bresser, em substituição a uma capela que ruiu, recém-construída. O templo é rico em vitrais, esculturas e imagens, algumas feitas por artistas parisienses. O órgão de tubos, encomendado da Alemanha, é um dos maiores de São Paulo e do Brasil.

### Prêmio Anna Bresser
A doação da obra ao Arcebispo de São Paulo, d. Duarte Leopoldo e Silva, ocorreu em 1910, ano da morte de Anna Bresser. Mas, em sua memória havia o prêmio D. Anna Bresser, como relatava o Correio Paulistano, em 1913:
"Serão distribuidos dois premios importantes aos melhores alumnos [...] premio monsenhor Dr. Benedicto de Sousa, conferido a um menino e premio D. Anna Bresser, conferido a uma menina. [...] em homenagem aos dois grandes bemfeitores de S. João Baptista, sendo d. Anna Bresser, já fallecida, mas inesquecivel bemfeitora."

### Antecedentes
A iniciativa de erguer a primeira igreja canonicamente erigida em São Paulo deu-se enquanto Anna já havia assumido a manutenção das atividades de um templo anterior, mas de estrutura muito mais modesta, como noticiado em 1903:
"Com os corações cheios de jubilo devem estar a essa horas os Revmos. Padres José Antonio Gonçalves e Juvenal Köhly, [...] que, devido aos esforços da Exma. D. Anna Bresser, levada pela piedade christã, chamou a si a ardua e espinhosa missão de zelar pela conservação da egreja e a manutenção do culto divino.
Depois de ter a mesma egreja passado por completa reforma, apesar da quadra horrivel que infelizmente atravessamos, tornando-se um verdadeiro mimo, digno de nella ser celebrado o Santo Sacrifico da Missa, foi no dia 8 de Dezembro [...] com toda pompa e solemnidade celebrada a primeira communhão de 50 meninas e 39 meninos [...] occupou com brilhantismo a tribuna sagrada cantando antes, com verdadeira piedade e correcção uma plegaria, rigorosamente litturgica, a Exma. Srta. D. Clara Bresser. 

A egreja tornou-se pequena pela grande concorrencia de fiéis que pressurosos levaram até ao céu as homenagens á Maria."

## Ascendência

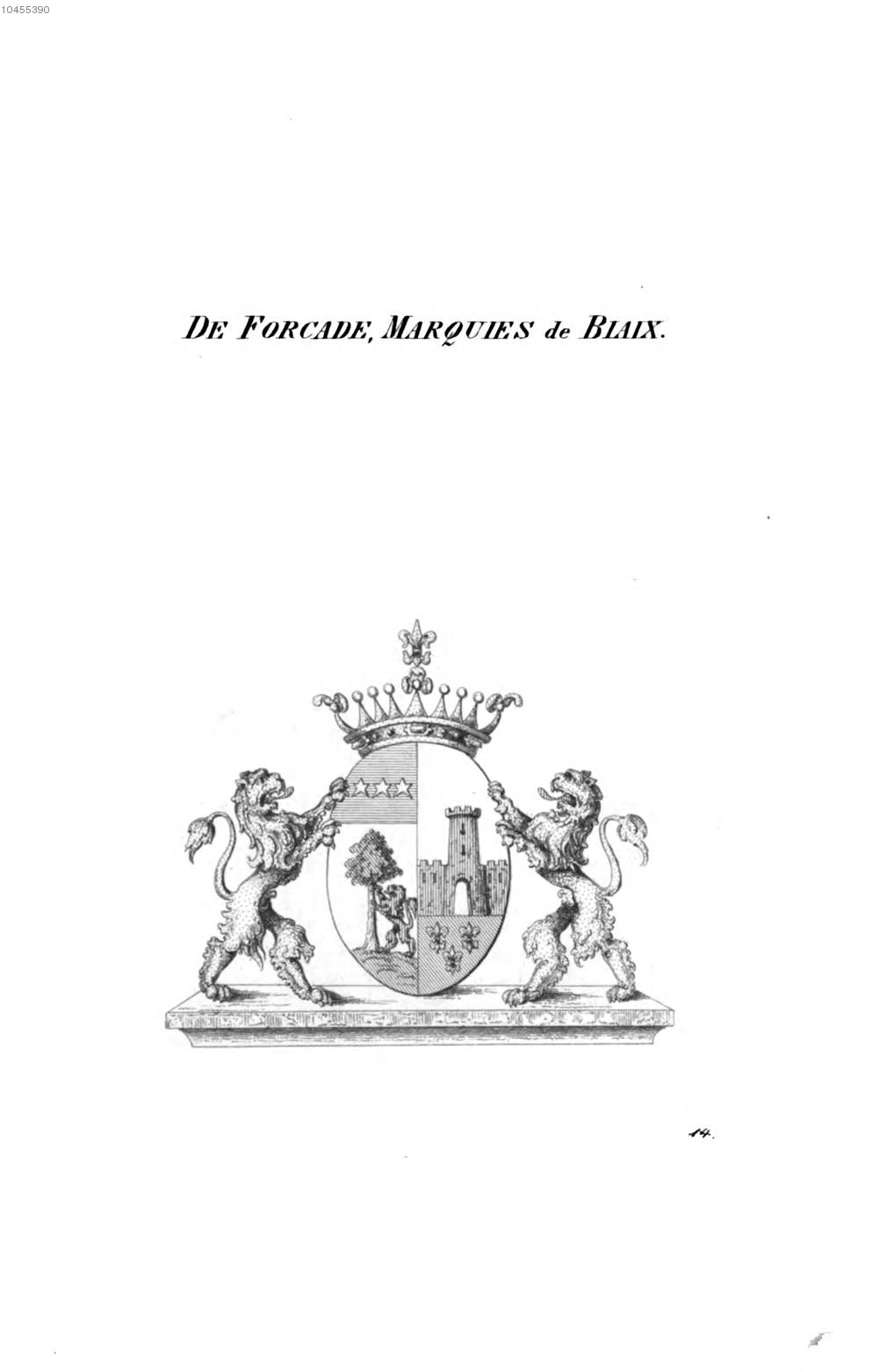
Brasão dos Forcade de Biaix.

Ana Hasta Edwiges von Seehausen nasceu em Berlim, no Reino da Prússia. Ela foi filha do Barão Gustav Heinrich von Seehausen (1805, Posen, Prússia - 4 de março de 1875, Brasil) e de Elise von Schkopp (21 de janeiro de 1814, Prenzlau, Prússia - 3 de agosto de 1870, Brasil) que casaram-se em Berlim, no ano de 1838. De origem protestante, Ana acabou convertendo-se ao Catolicismo; semelhantemente ao falecido sogro Carlos Abrão Bresser.
Pelo lado materno, Ana Hasta Edwiges von Seehausen foi:
- neta de Heinrich Gotthard Bogislaw von Schkopp e Wilhelmine Elisabeth von Hanff;
- bisneta de Gustav Heinrich von Schkopp e Frederike Helene Henriette von Schlegel, Karl Gottfried von Hanff e Caroline Albertine Louise von Forcade de Biaix;
- trineta de Otto Sigismund von Schkopp e Anna Marianne Helene Sophie von Zedlitz, Leopold Maximilien von Schlegel e Helene Luise Julianne Eleonore von Sommerfeld und Falkenhayn, Friedrich Wilhelm Quirin von Forcade de Biaix e Marie de Montolieu, Baronne de St. Hippolyte;
- tetraneta de Jean de Forcade de Biaix e Juliane, Freiin von Hohnstedt, Otto Friedrich von Schkopp e Katharina Marianne von Knobelsdorff, Ferdinand Sigismund von Zedlitz e Johanna Sophie von Rothenburg, Louis de Montolieu, Baron de Saint Hippolyte e Susanne von Pélissier;
- pentaneta de Jean de Forcade, Seigneur de Biaix e Madeleine de Lanne, Sigismund von Schkopp e Sabine Helene von Unruh, Johann Tobias von Knobelsdorff e Hedwig Elisabeth von Stosch, Quirin von Hohnstedt e Maria Magdalena Streiff von Löwenstein, Niklas Siegmund von Zedlitz e Ursula Helena von Pritzelwitz, Georg Sebastian von Rothenburg e Susanna Beata von Pein, Pierre de Montolieu, Seigneur de Saint Hippolyte[17] e Jeanne de Froment.

### Haus von Seehausen
No Léxico da Nobreza Alemã registra-se que a viúva do Münz-Cassirer Anna Maria von Seehausen morreu aos 86 anos, em 1836, cuja neta Pauline Blandine von Seehausen (*12.08.1811 +09.09.1880) casou-se com do diretor da galeria de arte do Novo Museu de Berlim Dr. Gustav Waagen, em 1831. Personagem de destaque na história da arte, cujas obras indicariam "o momento em que a visão romântico-estética da arte se encontrou com a história da arte enquanto ciência", sendo muito próximo à família do Duque de Sutherland.
Mas, também menciona que o neto "G. v. Seehausen", foi um oficial da rede de telégrafos, referindo-se possivelmente ao Barão Gustav Heinrich Alexander von Seehausen, pai de Ana Hasta, em mesmo ofício de seu sogro Heinrich Bogislaw von Schkopp. O Barão Gustavo de Seehausen foi um matemático reconhecido, cujos livros de aritmética eram utilizados nas escolas prussianas. Com obras também como cartógrafo, publicando um atlas.
Quanto ao barão Christian Ernst Ludwig Gustav von Seehausen (*1771) foi Rittmeister do Regimento Seydlitz de Berlim, estando listado entre os aristocratas da maçonaria prussiana.. Sabe-se que era pai de Pauline Wilhelmine Blandine (*1811), Marie Wilhelmine Agnes (*1814), Richard Gustav Adolph (*1816), Ferdinand Rudolph Oscar (*1819), Hugo Herrmann Bonaventura e Emil Wilhelm von Seehausen, tendo se casado em 1805, ano do nascimento de Gustav Heinrich Alexander von Seehausen. Era provavelmente o Coronel Baron von Seehausen que lutou, juntamente a Simón Bolívar, na Colômbia, inclusive.
Segundo genealogistas prussianos, a "antiga" e "aristocrática" Casa von Seehausen mostrava-se distinta já no século XIII. Mas, por seu pequeno número de membros, essa antiquíssima família de condes magdeburgueses foi considerada extinta por alguns historiadores. Em registros acerca dessa família, aponta-se que seu castelo ancestral (Stammschloss) estaria próximo ao Mosteiro Meyendorf, no Arcebispado de Magdeburgo, o mesmo que comprou o Grafschaft Seehausen em 1257, com Conrad von Seehausen como testemunha. Castelo que seria o Castelo de Ampfurth, nas proximidades de Seehausen, distrito de Börde, e residência dos arcebispos de Magdeburgo de 1257 a 1381.

O escudo dessa família é dividido transversalmente, azul na porção superior, sem imagens, e abaixo, com um cavalo correndo.

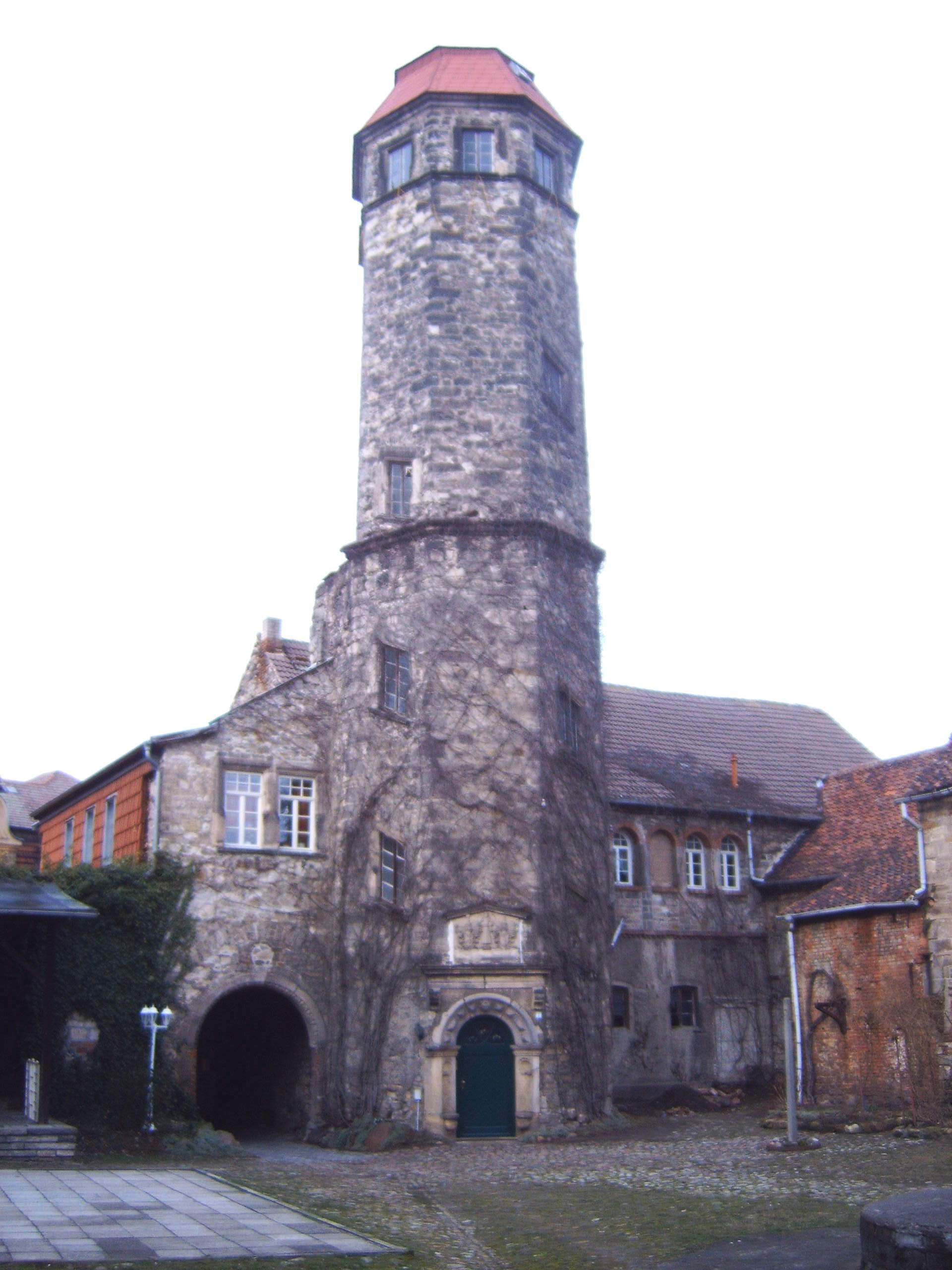
Schloss Ampfurth
Brasão da cidade de Seehausen, Börde, Saxônia-Anhalt.
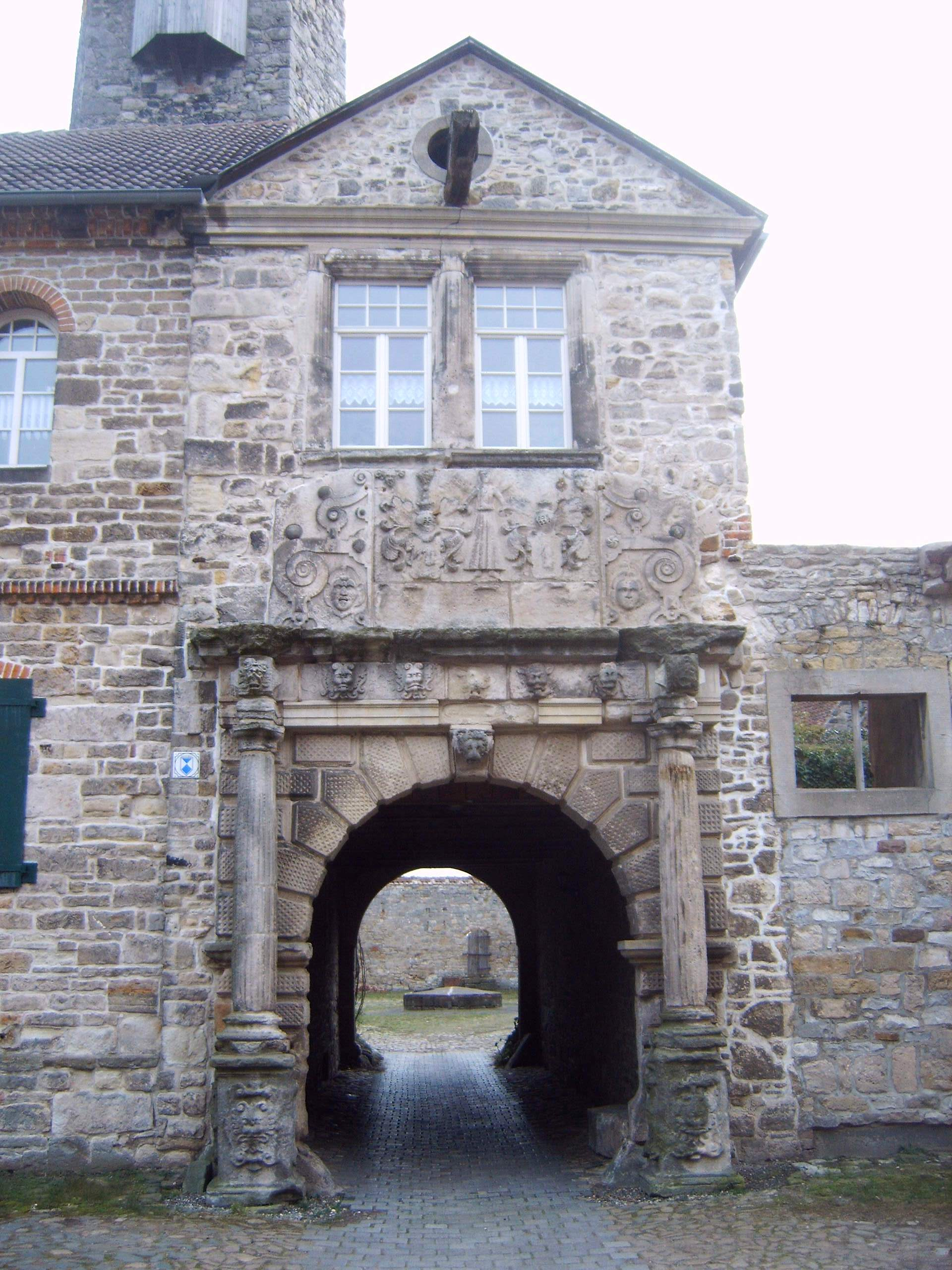
Schloss Ampfurth
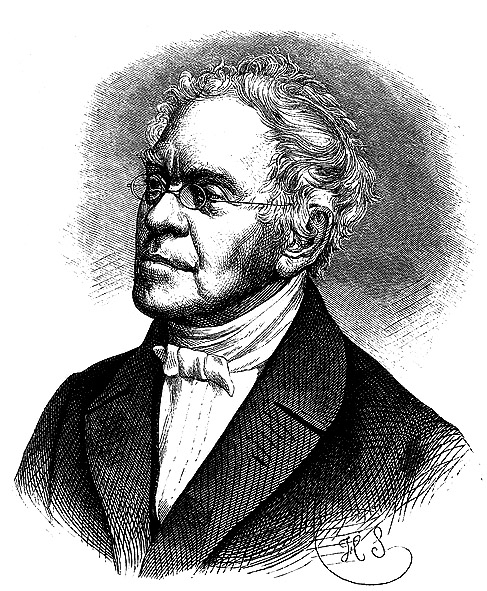
Dr. Gustav Waagen, marido de Blandine von Seehausen

### Haus von Schkopp
Na genealogia prussiana, a Casa von Schkopp pertence aos mais antigos nobres da região da Silésia. Já no século XIV, os membros dessa família gozavam de alta reputação perante os duques da Dinastia Piast e em 1466, o castelo original dessa família (Schloss Auras) foi construído por Cristoph von Schkopp, um "herói de guerra" e Coronel na Breslávia, poderoso defensor da Coroa Boêmia, fiel ao rei Jorge de Poděbrady. Seu tetraneto e pentavô de Ana, Sigismund von Schkopp, foi General-Governeur das Índias Ocidentais e comandante na defesa da ocupação holandesa no Brasil, aliado a Mauricio de Nassau. Membro do governo da Nova Holanda, viria a comprar engenhos de açúcar para restabelecer a economia da região. Entre os membros dessa família, também nasceu um governador de Estrasburgo, Otto Bernhard von Schkopp, tio de Ana von Seehausen.
Elise von Schkopp, mãe de Anna, era a filha mais velha de Heinrich Bogislaw von Schkopp, um oficial da rede de telégrafos da Prússia. Ele nasceu em Ottendorf, na Silésia (13 de setembro de 1782 ) e morreu em Paderborn (23 de setembro de 1852), sendo sepultado em Westernkirchhof. Casou em 1812 com a filha do Coronel von Hanff, Elisabeth von Hanff, em Neisse, tendo os primeiros 4 filhos: Elise (21.01.1814), [Adalbert] Udo (07.02.1815), Otto Bernhard, o futuro governador de Estrasburgo, (05.02.1817) e Bertha (24.08.1818). Depois, casou-se com Charlotte Friederike Auguste von Hake, em Genshagen, no ano de 1821, tendo mais 3 filhos.
 

O brasão dessa família é dourado e  apresenta um leão, de pelos vermelhos, com esferas vermelhas nas patas dianteiras e vestido num hábito de monge. A presença dessa vestimenta deve-se à memória da Batalha dos Tártaros na Silésia, em 1241, quando todos os oficiais da família foram mortos, restando apenas dois monges que viriam a ser dispensados para continuar sua linhagem.

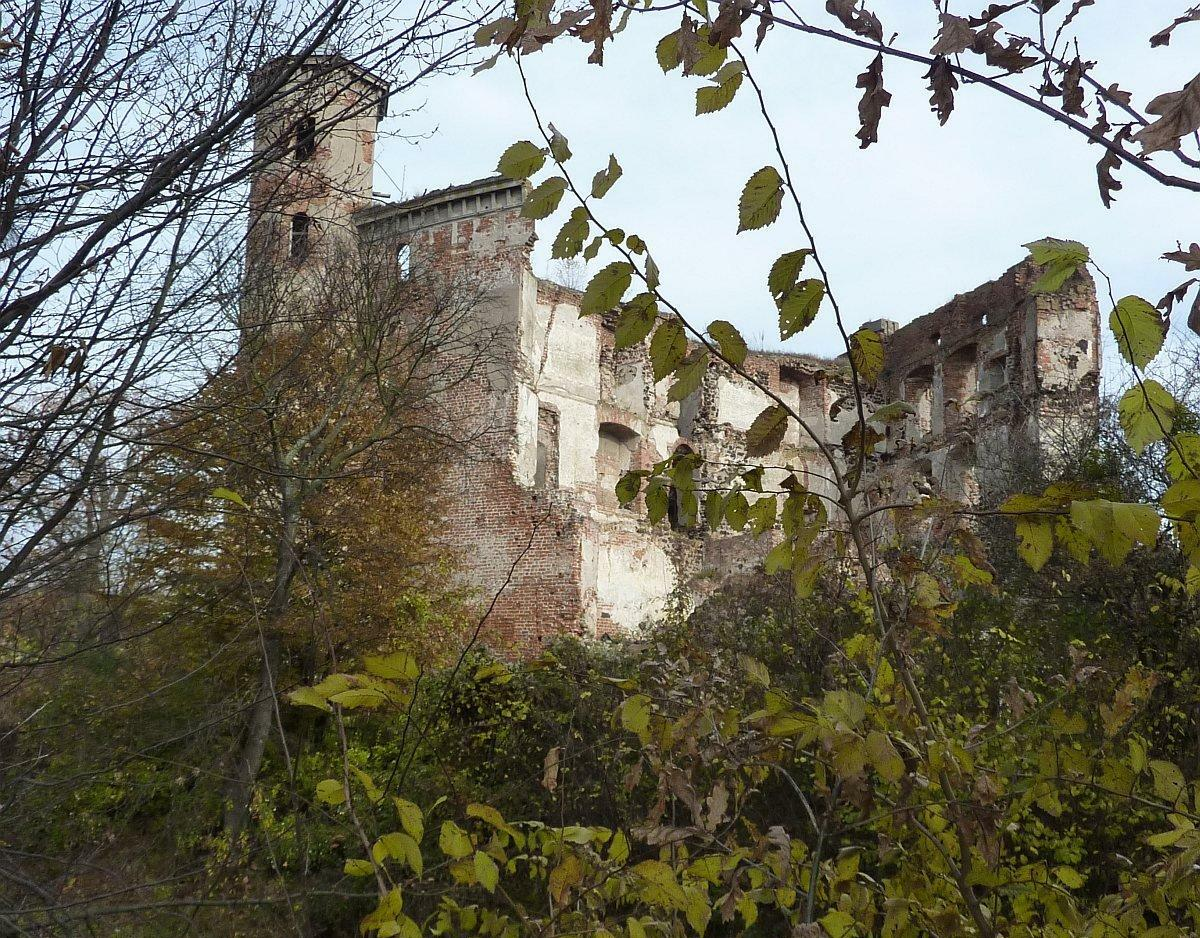
Ruínas do Castelo Auras (Schloss Auras).
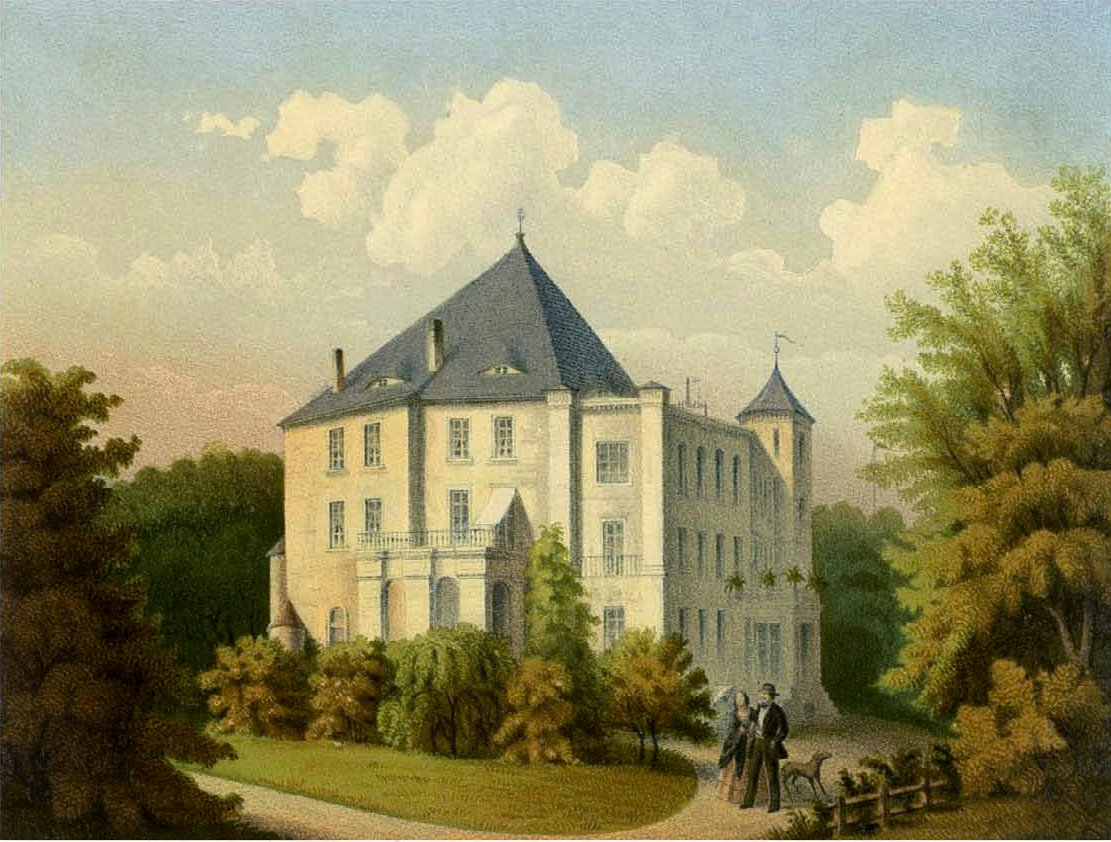
Representação do Castelo Auras ainda íntegro.
- Índias Ocidentais (Westindien): local governado por Sigismund von Schkopp.
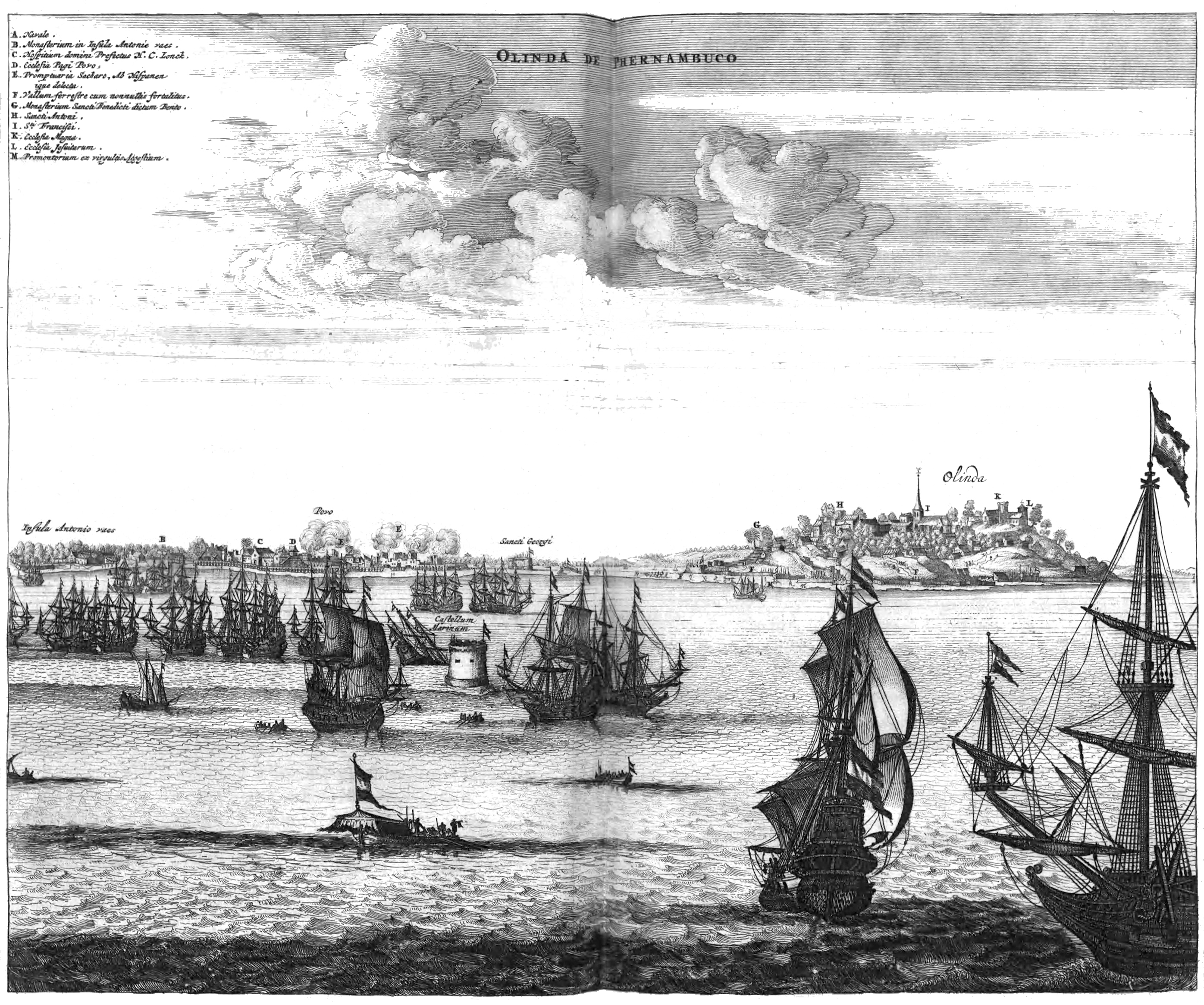
Cerco holandês a Olinda, liderado por Sigismundo de Schkopp

### Haus von Hanff
Dentre os membros dessa família saxã, o bisavô de Ana Hasta, Oberstlieutenant Karl Gottfried von Hanff é um dos mais relevantes. Dentre outras funções, ele foi Comandante do Forte Neisse (Festung Neisse) de 1793 a 1805, vindo a casar-se com Caroline Albertine Louise von Forcade de Biaix, filha do célebre general Friedrich Wilhelm Quirin von Forcade de Biaix e afilhada do tutor do rei Frederico II da Prússia.

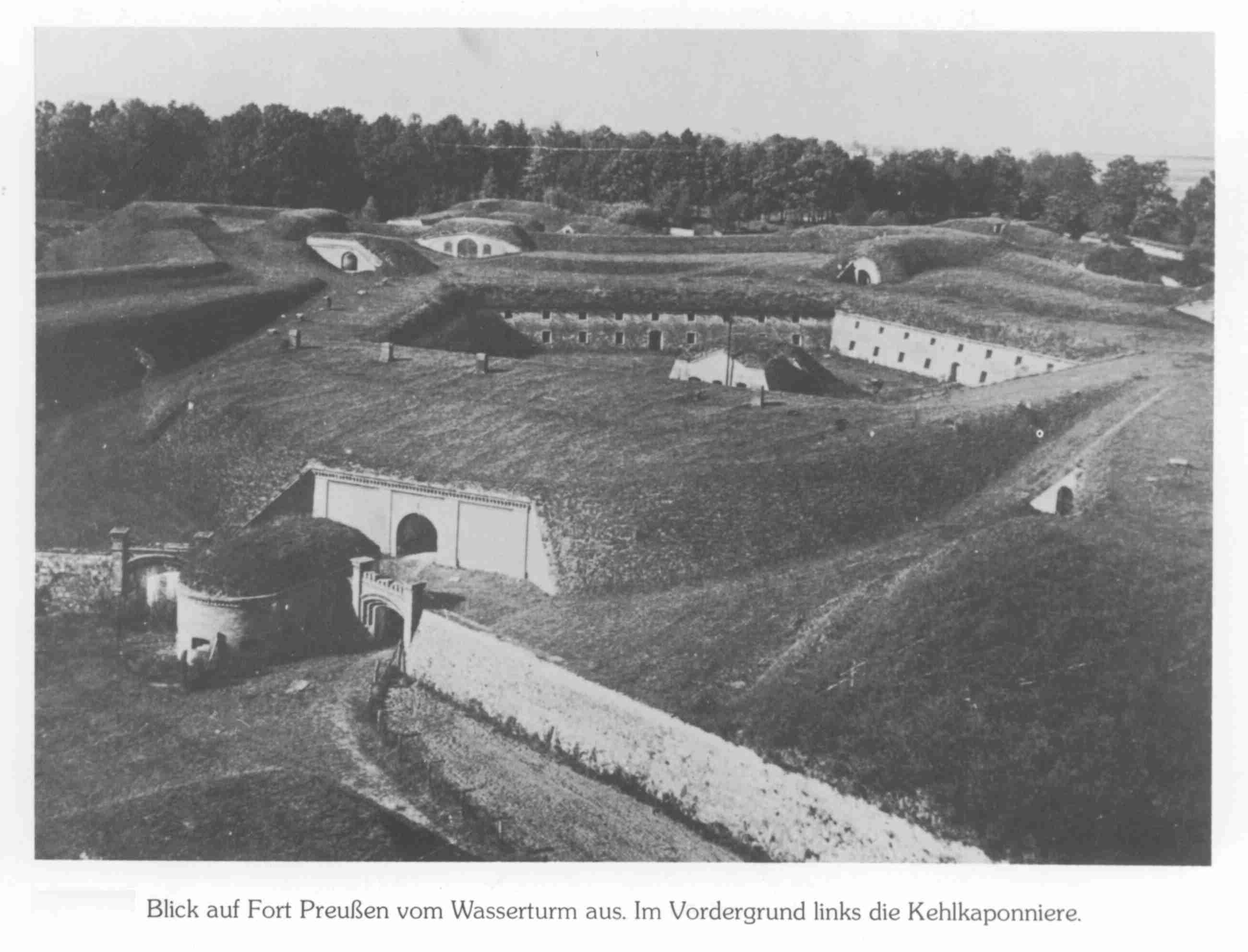
Forte Neisse
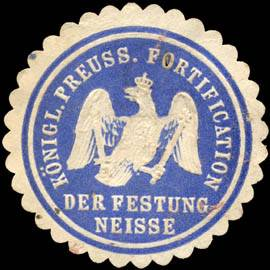
"Siegelmarke" do Reino da Prússia relativo ao Forte Neisse.
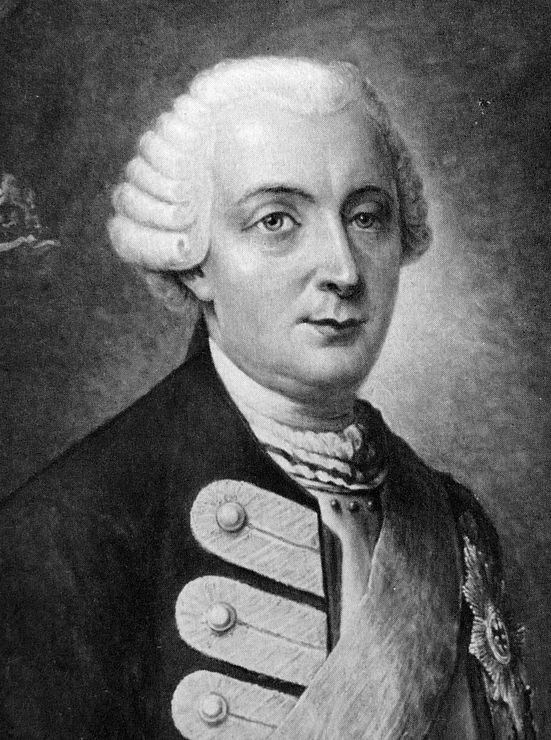
Friedrich von Forcade de Biaix, sogro do coronel von Hanff

### Ascendência Distante
Pela ascendência de Ana Hasta, a família Bresser tem personagens muito ilustres entre seus antepassados distantes, como:
- Guigues IV de Albon, Conde de Albon, 22º avô de Ana de Seehausen;
- Clemência Margarida da Borgonha, Princesa da família de Borgonha, 22ª avó de Ana de Seehausen;
- Guilherme IX da Aquitânia, Duque da Aquitânia e líder da Primeira Cruzada, 23º e 24º avô de Ana de Seehausen;
- Gerardo da Lorena, 24º avô de Ana de Seehausen;
- Adalberto da Lorena, 26º avô de Ana de Seehausen;
- Hugo Capeto, Rei dos Francos, 27º e 28º avô de Ana de Seehausen;
- Hugo, o Grande, Duque dos Francos e Conde de Paris, 28º avô de Ana de Seehausen;
- Roberto I de França, Rei da Frância Ocidental, 29º avô de Ana de Seehausen;
- Rolão, viquingue cristianizado e primeiro Duque da Normandia, 28º, 29º e 30º avô de Ana de Seehausen;
- Henrique I da Germânia, Rei dos Germanos e Duque da Saxônia, 29º, 30º e 31º avô de Ana de Seehausen;
- Matilde de Ringelheim, Rainha da Germânia e Duquesa da Saxônia, 29ª, 30ª e 31ª avó de Ana de Seehausen;
- Santo Alfredo da Inglaterra, Rei de Inglaterra, 30º, 31º e 32º avô de Ana de Seehausen;
- Carlos II de França, Imperador Romano-Germânico, 31º e 32º avô de Ana de Seehausen;
- Etelvulfo de Wessex, Rei de Wessex, 31º, 32º e 33º avô de Ana de Seehausen;
- Egberto de Wessex, Rei de Wessex e Kent, 32º, 33º e 34º avô de Ana de Seehausen;
- Judite da Baviera, Imperatriz Consorte do Sacro Império Romano, 32ª e 33ª avó de Ana de Seehausen;
- Carlos Magno, Imperador do Ocidente, 32º e 33º avô de Ana de Seehausen;
- Pepino, o Breve, Rei dos Francos, 33º e 34º avô de Ana de Seehausen;
- Carlos Martel, Príncipe dos Francos, 34º e 35º avô de Ana de Seehausen;
- Santa Begga de Landen, 36ª, 37ª e 38ª avó de Ana de Seehausen;
- Santa Dode de Metz, 37ª e 38ª avó de Ana de Seehausen;
- Santo Arnoul de Metz, 37º e 38º avô de Ana de Seehausen;
- Clóvis II, Rei da Nêustria e de Borgonha, 37º, 38º e 39º avô de Ana de Seehausen;
- Santa Batilda de Ascânia, Rainha dos Francos, 37ª, 38ª e 39ª avó de Ana de Seehausen;
- Santa Ode d'Amay, 38ª e 39ª avó de Ana de Seehausen.
- Meroveu, Rei dos Francos Sálios e fundador da Dinastia Merovíngia, 44º, 45º e 46º avô de Ana de Seehausen

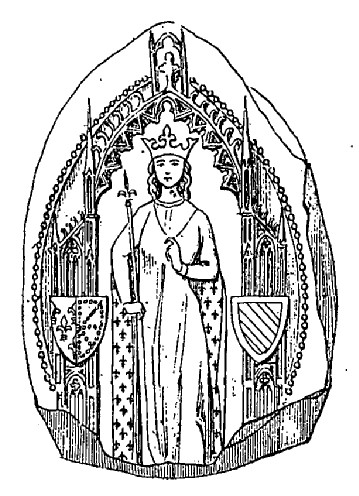
Princesa Margarida de Borgonha
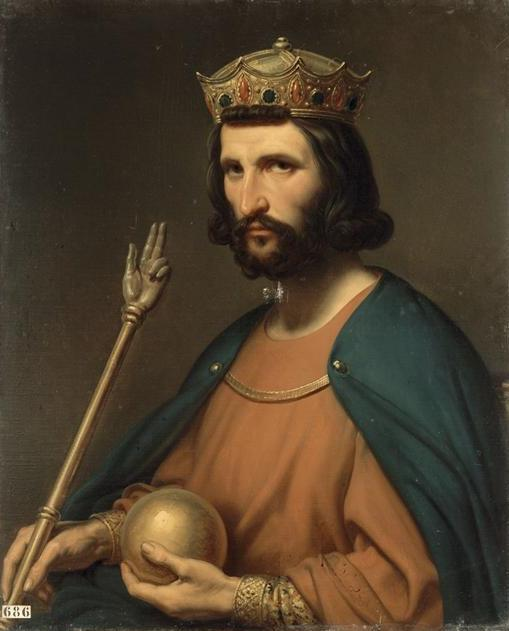
Hugo Capeto, Rei dos Francos
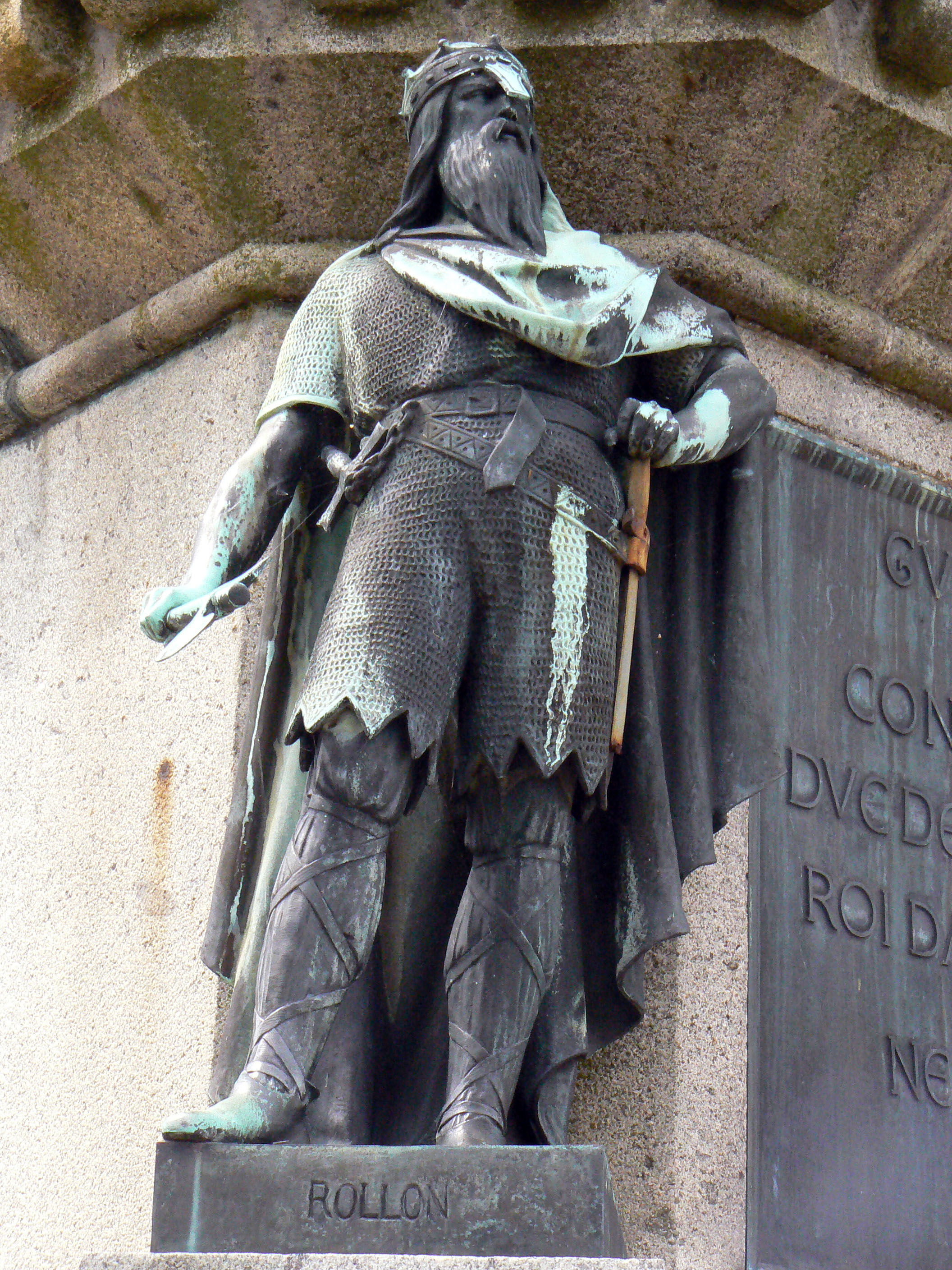
Rollon, Duque da Normandia
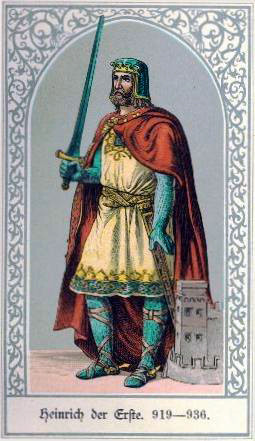
Henrique I, Rei dos Germanos e Duque da Saxônia
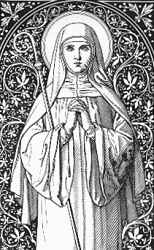
Santa Matilde de Ringelheim
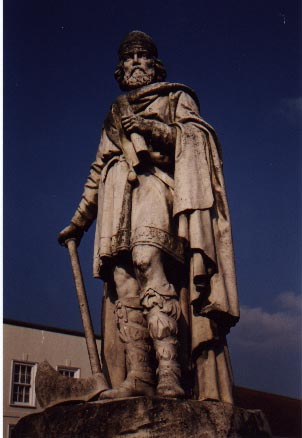
Santo Alfredo da Inglaterra, Rei de Inglaterra
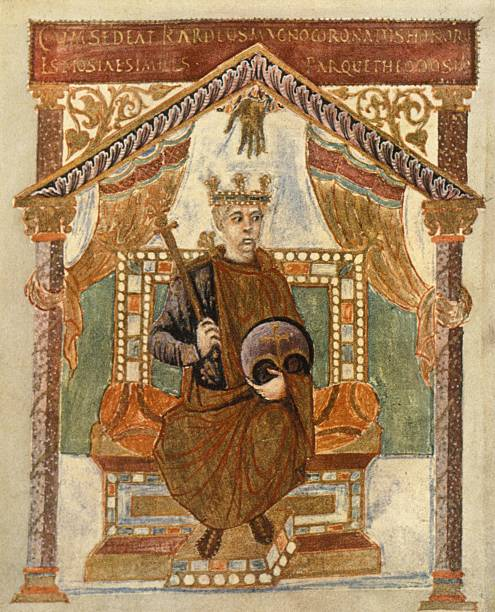
Carlos II de França, Imperador Romano-Germânico
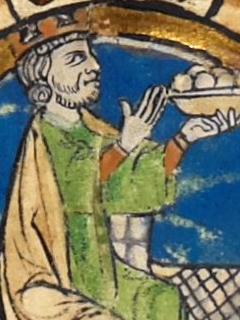
Etelvulfo de Wessex, Rei de Wessex
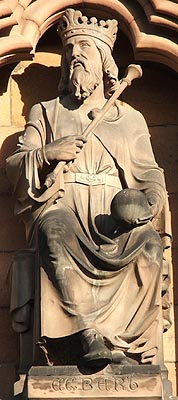
Egberto de Wessex, Rei de Wessex e Kent
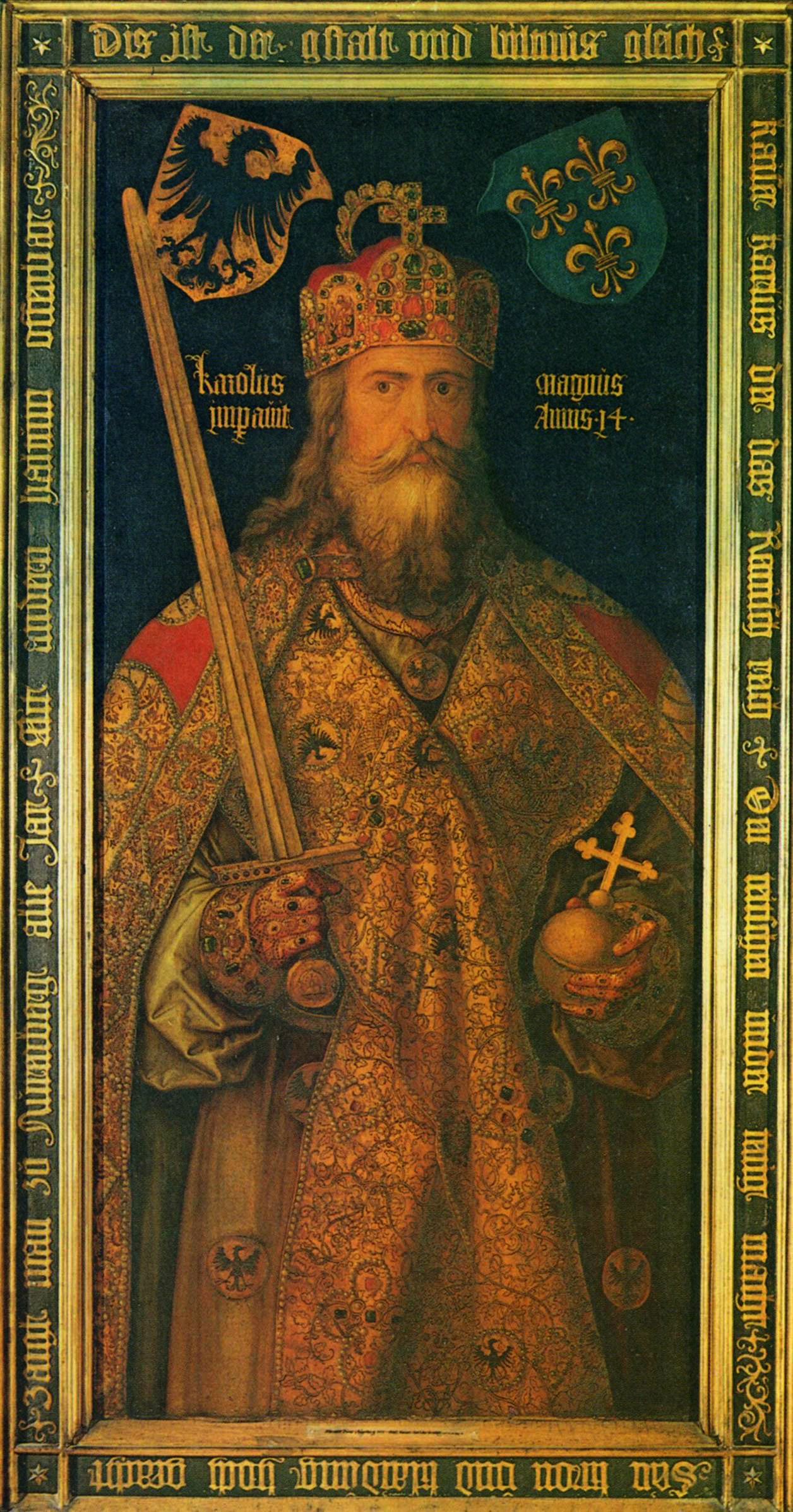
Carlos Magno, Imperador do Ocidente
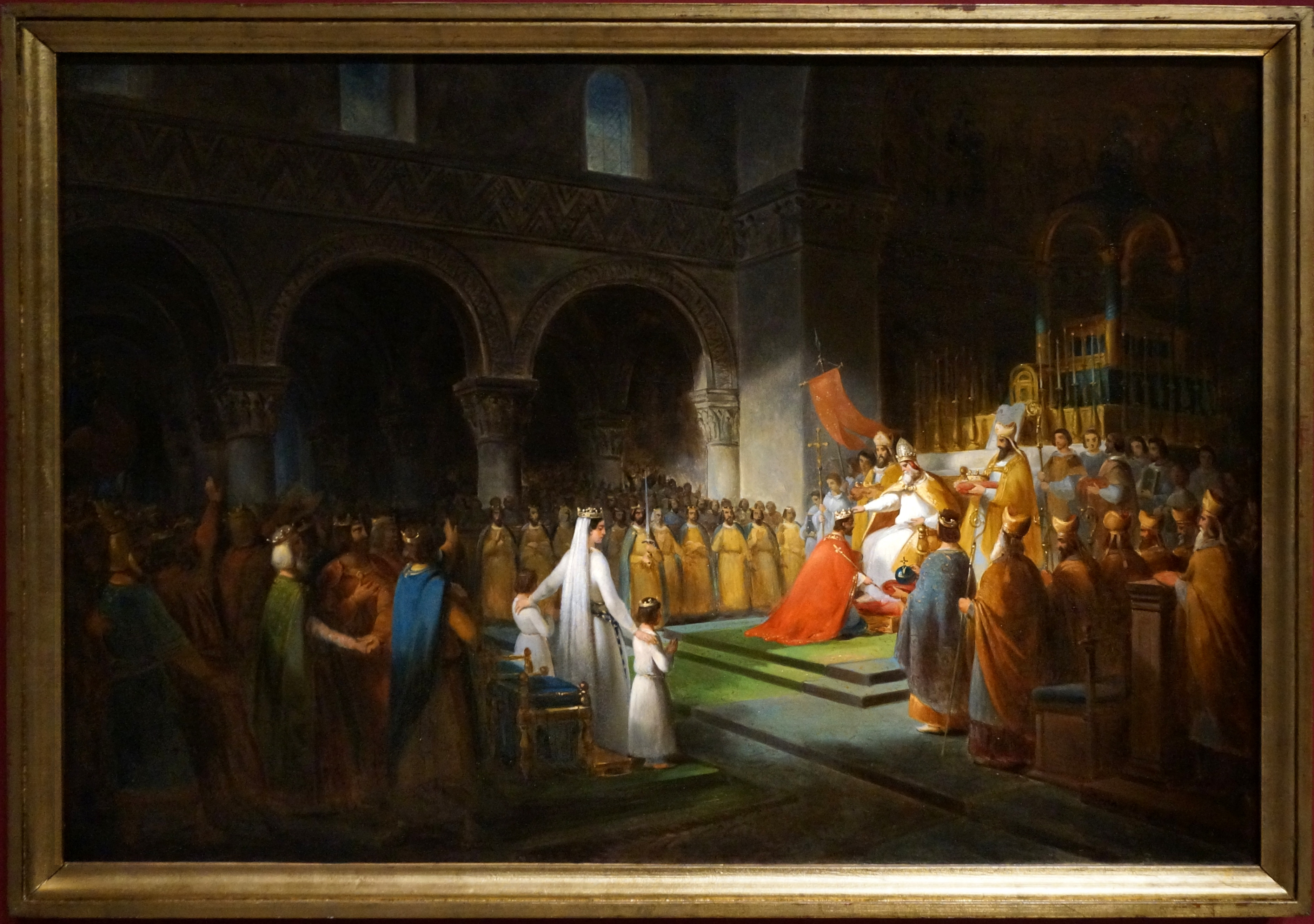
Coroamento de Pepino "o Breve", Rei dos Francos
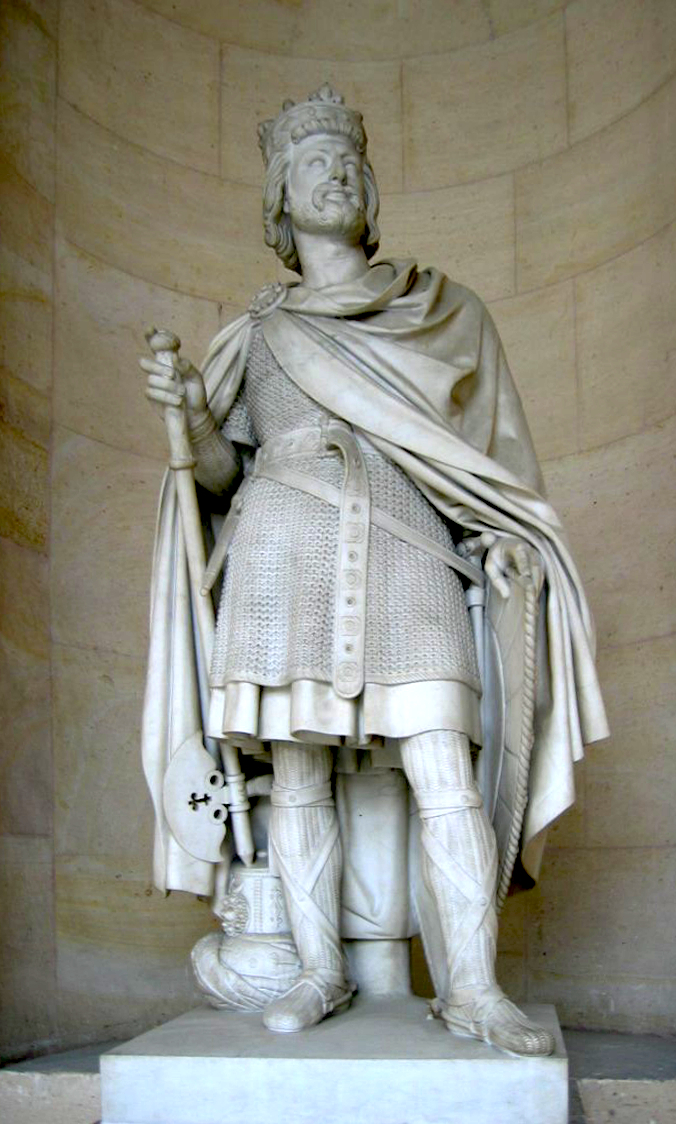
Carlos Martel, Príncipe dos Francos
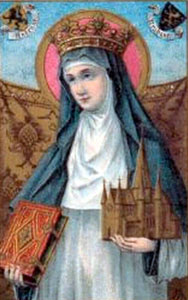
Santa Begga de Landen
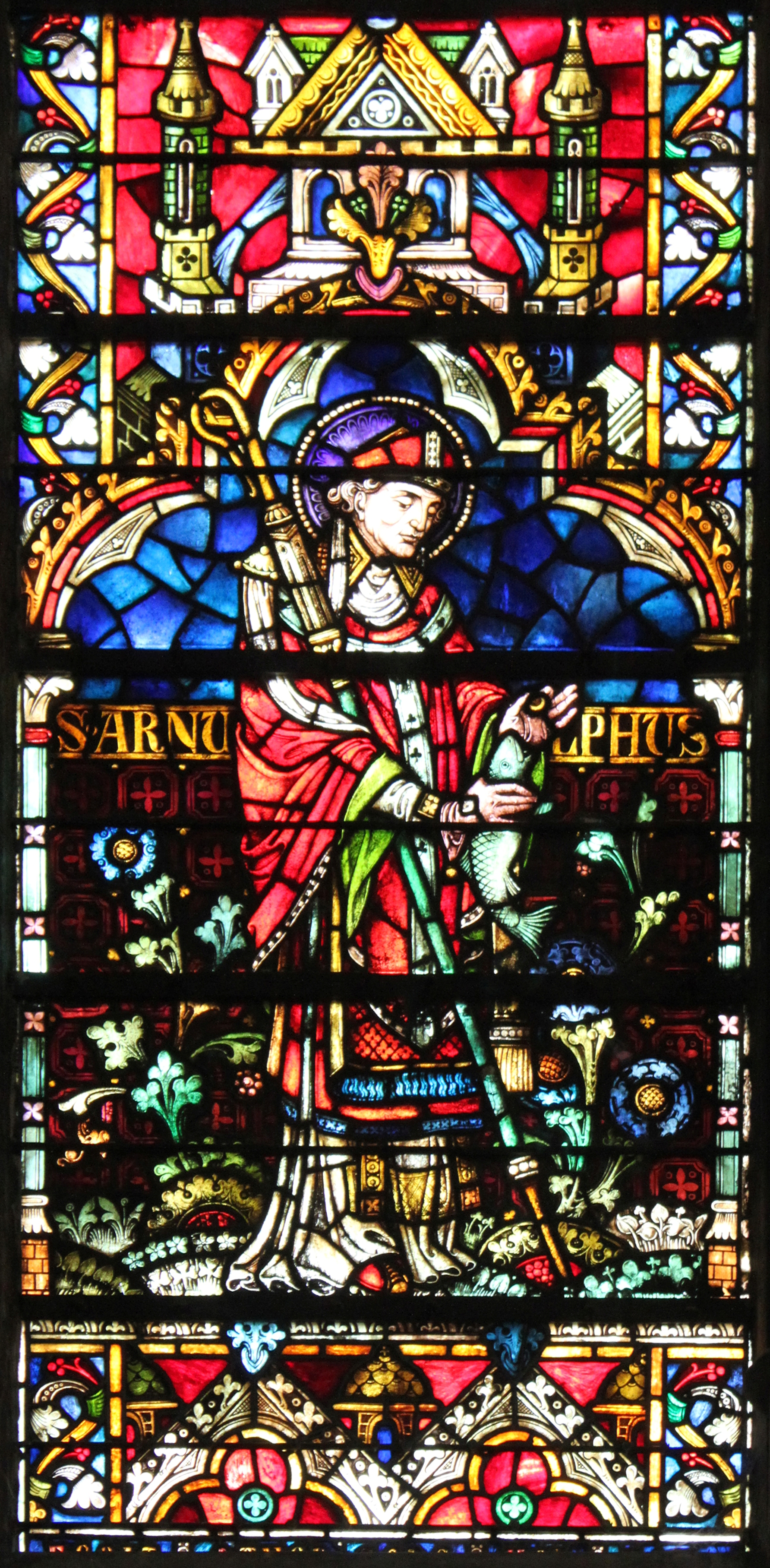
Santo Arnoul de Metz
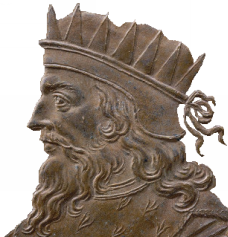
Meroveu, Rei dos Francos Sálios e fundador da Dinastia Merovíngia

Ana Hasta Edwiges de Seehausen é prima da matriarca da família von Randow no Brasil, Amalie von Forcade de Biaix, que desembarcou em Joinville, no ano de 1853.